# Kastro Team
Kastro Team (código UCI: TKT) fue un equipo ciclista griego profesional de categoría Continental.
El equipo se hizo conocido internacionalmente al integrarse la estructura del equipo amateur español Inverse-Región de Murcia en 2010 con este equipo profesional griego un año antes llamado Heraklion Kastro como Continental, bajo el patrocinio de Región de Murcia. Sin embargo problemas internos durante el 2011 disolvieron el equipo yendo por una parte la estructura murciana y en 2012 la parte griega encontrando un nuevo patrocinador leonés.
El director principal del equipo siempre ha sido Nickolaos Koympenakis.

## Historia

### 2007-2009: modesto equipo griego
Tras ser un equipo amateur pasó profesionales en 2007 siendo el primer equipo profesional griego, con el nombre de Technal-Kastro. Durante su primer año consiguieron tres victorias, dos con Nebojsa Jovanovic y una con Periklis Ilias. Jovanovic fue el mejor del equipo al conseguir otro segundo puesto y otros dos terceros puestos.
En 2008, con el patrocinio de Cosmote, el equipo se llamó Cosmote Kastro y solo obtuvieron una victoria por parte de Nikolaos Kaloudakis. De nuevo a destacar los cuatro segundos puestos de Nebojsa Jovanovic.

#### Patrocino de Nesebar y entrada de corredores búlgaros
El 2009 fue su mejor temporada de estos primeros años, ya que a pesar de la marcha de Jovanovic el patrocinio de la ciudad búlgara de Nesebar, el equipo se llamó Heraklion-Nessebar, supusieron el fichaje de varios corredores búlgaros en la que destacó Ivailo Gabrovski consiguiendo seis victorias. La otra victoria llegó a cargo de otro nuevo corredor: Christoph Springer.

### 2010: Gobierno de Murcia, patrocinador principal
La entrada oficial del Gobierno Murciano se llevó a cabo tras la desaparición a finales del 2009 del equipo ciclista Contentpolis-AMPO y ayudando al club amateur murciano Inverse-Región de Murcia a fusionarse con equipo profesional griego del Heraklion Kastro que pudo incorporar a una cantidad ilimitada de corredores (hasta el límite de 16 o 20) dado que el equipo aún no había disputado ninguna carrera internacional durante la temporada. La otra incorporación de un español, como fue el caso de Francisco Mancebo, ya se tuvo que hacer en el plazo estipulado para hacer fichajes, a partir del mes de junio, ya que este tenía firmado disputar con el equipo amateur del Rock Racing la Vuelta Ciclista México y en estos casos si el ciclista ha disputado carreras internacionales no puede realizarse el fichaje hasta dicha fecha.
Su debut en España, y en el calendario internacional, se produjo en el Gran Premio de Llodio.

### 2011: KTM Bikes Industries, nuevo patrocinador
En la temporada 2011 sus principales patrocinadores fueron KTM y el Gobierno de Murcia, a pesar de ello siguió manteniendo su sede en Grecia.

#### Problemas económicos y posible desaparición
A lo largo de la temporada surgieron unas discrepancias económicas entre los máximos responsables, Nickolaos Koympenakis y José Antonio Ortuño, debido a que supuestamente el español no pagó al griego unas cantidades prometidas. Hecho que produjo que no se participase en varias carreras del UCI America Tour y UCI Asia Tour en las que si se participó el pasado año. Además, los corredores españoles denunciaron que les adeudaban sueldos de la pasada temporada. Debido a ello el mánager griego rescindió el contrato de cuatro de los corredores españoles y cuatro de los griegos, además de despedir a Ortuño.
Por su parte Ortuño decidió continuar la temporada profesional con el equipo filial, al ser el máximo responsable de este, en las carreras que pudiese hacerlo.

### 2012: Fundación Laciana, nuevo proyecto misma estructura griega
Debido a su posible desaparición la Fundación Laciana con sede en León se hizo cargo a partir del 2012 de gran parte de la estructura manteniendo licencia y sede griega. Finalmente el nuevo nombre fue Gios Deyser-Leon Kastro.
Su primera carrera con esta nueva denominación fue la Vuelta a Murcia.

## Equipo filial
Contó con diferentes equipos filiales amateur dependiendo del patrocinador:
- 2009: CC Nessebar, de estructura completamente búlgara
- 2010-2011: KTM-Murcia, de estructura completamente española.[14] Durante el 2011. Debido a los problemas del equipo profesional en 2011 corrió algunas carreras profesionales de categoría .2. Desde 2012 mantuvo su nombre siendo un equipo separado de la estructura griega y manteniendo su categoría de amateur.[15]
- 2012: Diputación de León, también de estructura completamente española.

## Material ciclista
El equipo usa bicicletas de la marca Vivelo Erg. Anteriormente utilizó bicicletas Eddy Merckx (2009) y Sector (2007-2008).

## Sede
El equipo tiene su sede en Heraclión, en la isla griega de Creta (c/ Martiron 95
71304).
A efectos de la UCI desde 2012 su sede está en el municipio español de Villablino (c/ La Paz N.º 6 3ºD).

## Clasificaciones UCI
A partir de 2005 la UCI instauró los Circuitos Continentales UCI, donde el equipo está desde que se creó en 2007, registrado dentro del UCI Europe Tour. Estando en las clasificaciones del UCI Africa Tour Ranking, UCI América Tour Ranking y UCI Asia Tour Ranking y UCI Europe Tour Ranking. Las clasificaciones del equipo y de su ciclista más destacado son las siguientes:
| Año                      | Clasificación por equipos | Mejor corredor en la clasificación individual | Posición |
| 2006-2007 (Europe Tour)  | 68.º                      | Nebojsa Jovanovic                             | 153.º    |
| 2007-2008 (Europe Tour)  | 76.º                      | Nebojsa Jovanovic                             | 157.º    |
| 2008-2009 (Africa Tour)  | 8.º                       | Ivailo Gabrovski                              | 29.º     |
| 2008-2009 (Asia Tour)    | 43.º                      | Spas Gyurov                                   | 168.º    |
| 2008-2009 (Europe Tour)  | 65.º                      | Ivailo Gabrovski                              | 85.º     |
| 2009-2010 (America Tour) | 5.º                       | Francisco Mancebo                             | 8.º      |
| 2009-2010 (Asia Tour)    | 42.º                      | Rafael Serrano                                | 206.º    |
| 2009-2010 (Europe Tour)  | 71.º                      | Francisco Mancebo                             | 208.º    |
| 2010-2011 (Europe Tour)  | 101.º                     | Jaume Rovira                                  | 808.º    |
| 2011-2012 (Europe Tour)  | 68.º                      | Francisco José Pacheco                        | 365.º    |

## Palmarés
Para años anteriores, véase Palmarés del Kastro Team

### Palmarés 2014

#### Circuitos Continentales UCI
| Fechas | Circuito | Carreras | Ganador |

#### Campeonatos nacionales
| Fechas      | Carreras                                | Ganador    |
| 27 de junio | Campeonato de Serbia Contrarreloj (CRI) | Gabor Kasa |

## Plantillas
Para años anteriores, véase Plantillas del Kastro Team

### Plantilla 2014
| Nombre                 | Nacimiento | Nacionalidad | Equipo 2013             |
| Sherif Abd Alla        | 30/05/1987 | Egipto       | Neoprofesional          |
| Abdulhadi Al Ajmi      | 02/05/1995 | Kuwait       | Neoprofesional          |
| Faizal Askar Al Ezeni  | 14/06/1983 | Egipto       | Neoprofesional          |
| Vasilios Chairetakis   | 12/05/1995 | Grecia       | Neoprofesional          |
| Marko Danilović        | 23/04/1993 | Serbia       | Borac-Čačak             |
| Nikolaos Gerolymatos   | 10/08/1981 | Grecia       | Neoprofesional          |
| Thanasis Giounis       | 27/12/1992 | Grecia       | Neoprofesional          |
| Konstantinos Iliadis   | 05/05/1995 | Grecia       | Neoprofesional          |
| Nebojša Jovanović      | 27/03/1993 | Serbia       | Partizan Powermove      |
| Dimitris Kamprianis    | 21/10/1972 | Grecia       | Gios-Deyser Leon Kastro |
| Gabor Kasa             | 03/02/1989 | Serbia       | Salcano Manisaspor      |
| Christos Loizou        | 30/04/1994 | Chipre       | Neoprofesional          |
| Michail Mavrikakis     | 24/08/1994 | Grecia       | Neoprofesional          |
| Eleftherios Pantelakis | 07/09/1995 | Grecia       | Neoprofesional          |
| Stavros Papadimitrakis | 01/01/1979 | Grecia       | KTM-Murcia              |
| Ivan Stević            | 12/03/1980 | Serbia       | Tusnad Cycling Team     |
| Eftychios Vavourakis   | 03/03/1995 | Grecia       | Neoprofesional          |
| Filimon Zachariou      | 14/01/1994 | Grecia       | Neoprofesional          |

1. 1 2 3 4  Desde el 29 de noviembre.
2. 1 2  Hasta el 31 de marzo.
3. ↑  Desde el 27 de junio.